# 幸せの教室
『幸せの教室』（しあわせのきょうしつ、原題: Larry Crowne）は、トム・ハンクスとジュリア・ロバーツ共演による2011年のアメリカ合衆国のコメディ・ドラマ映画である。ハンクスは監督のほか、共同製作、共同脚本も兼任している。北米では2011年7月1日に公開された。

## あらすじ
退役軍人であるラリー・クラウン（トム・ハンクス）は、その優秀な働きぶりにもかかわらず、「大卒でない」という理由だけで長年勤めていたホームセンターを突然解雇される。再就職のために多くの面接を受けるが、不景気や学歴もあり、どこも雇ってはくれない。家のローンや車の燃料代を払い続けるだけの収入もないため、ＳＵＶに乗るのをやめ、カレージセールをしている隣人のラマー（セドリック・ジ・エンターテイナー）からスクーターを入手する。ラリーは再就職を目指してコミュニティ・カレッジを訪れ、学長の薦めでスピーチと経済学のクラスを受講することになる。
「スピーチ217」を受け持つ講師のメルセデス・テイノー（ジュリア・ロバーツ）は、仕事も夫婦関係もうまくいっておらず、朝早くの講義を嫌がる。受講者が10人以上いないと講義はキャンセルとなるため、９人しかおらずに閉講となりかけたところへ、10人目のラリーが入ってきてメルセデスは苦笑する。その一方で、メルセデスの本来のライフ・ワークともいえるシェイクスピアについての講義は、受講者が４人しかおらず閉講となる。メルセデスの夫のディーン（ブライアン・クランストン）は、大学教授の職を辞して小説家となったが、現在はブログを書いたりジムに通ったりする以外は、妻に隠れてインターネットのポルノばかり見ている。おかげで夫婦関係は破綻しつつあり、メルセデスは仕事を終えて帰宅すると、すぐに酒を飲み始める。
ラリーは初めてのキャンパス・ライフで、年齢も境遇も違う人々と関わることで世界が広がり、充実した日々を送り始める。スクーター置き場で出会ったタリア（ググ・バサ＝ロー）から、恋人のデル（ウィルマー・バルデラマ）や他のスクーター仲間たちに紹介され、一緒にツーリングするようになる。経済学の講義では、講師のマツタニ教授（ジョージ・タケイ）に毎回のようにスマートフォンを没収されながらも、経済に関する知識を積極的に吸収していく。ラリーはかつて海軍でコックとして働いていたため、友人のフランク（イアン・ゴメス）が営むダイナーでアルバイトに雇ってもらえることになる。ラリーはスクーター仲間たちに隣人のラマーのガレッジセールを紹介し、男たちがガレッジセールを物色している間に、タリアや女友達たちはラリーの家に上がり込んで、部屋の模様がえをしたりラリーのファッションをコーディネートしたりする。ラリーがタリアと仲良く出掛けている姿を見かけたメルセデスは、中年男が若い女の子を引っ掛けていると勘違いし、苦々しく思う。
ある晩、外出先で酔ったメルセデスが夫のディーンと大喧嘩になり、車を降りて道路沿いのベンチに座っているところへ、ラリーたちのスクーター集団が通りかかる。家まで送るというラリーの申し出をメルセデスは断ろうとするが、ハイヒールを履いていたため、結局はラリーのスクーターに同乗する。飲酒運転でディーンが警察に捕まっている横を、ラリーとメルセデスのスクーターが通りかかり、メルセデスは大笑いする。家のドアの前で、メルセデスは思わずラリーにキスをする。ラリーは有頂天になるが、酔ったメルセデスを相手にそれ以上のことはせず、その場をあとにする。その晩、メルセデスは夫の持ち物をすべて家の前に放り出し、パソコンのポルノ音声を流しっぱなしにして夫と絶縁する。翌日の講義後、メルセデスはラリーに「酔った教師をモノにしたと自慢しないで」と言い、前日のことはなかったことにしてほしいと頼む。
「スピーチ217」の修了試験は、くじ引きで選ばれたテーマについて１人２分間のスピーチをするというもの。最初のころは目も当てられないような発表ばかりしていたクラスの仲間たちも、それぞれに魅力的なスピーチを披露する。「ジョージ・バーナード・ショー」を「地理（ジオグラフィ）ショー」と読み間違えたラリーはそのトリで、海軍時代のさまざまな地域での経験談を語りながら他の全員のテーマをも回収し、最後にジョージ・バーナード・ショーの「愚か者の脳みそは哲学を愚行へ、科学を俗説へ、芸術を衒学へと要約する。ゆえに大学教育がある」という格言を引用しながら締めくくる。経済学の最終試験では、マツタニ教授に「私の考えを理解した」と称賛される。ラリーは経済学の講義で得た知識をいかし、残った家のローンに対して「戦略的デフォルト」を行うことを決心する。学期終了後、メルセデスは同僚のフランシス（パム・グリア）と一緒にラリーのアルバイト先のダイナーを訪れ、ラリーのスピーチをＡプラスと評価したことを伝える。
新学期、メルセデスの「政治家シェイクスピア」の講義は、ラリーが集めた友人たちの受講により無事に開講となる。タリアはカレッジを中退し、アパレル店をオープンする。その建物の２階にはラリーの新しいアパートがあり、ラリーからのメモを見たメルセデスがやって来て、二人はキスをする。

## キャスト
※括弧内は日本語吹替
- ラリー・クラウン - トム・ハンクス（安原義人）
- メルセデス・テイノー - ジュリア・ロバーツ（戸田恵子）
- ディーン・テイノー - ブライアン・クランストン（山路和弘）
- ラマー - セドリック・ジ・エンターテイナー（斎藤志郎）
- ベラ - タラジ・P・ヘンソン（水野ゆふ）
- タリア - ググ・バサ＝ロー（渋谷はるか）
- デル・ゴード - ウィルマー・バルデラマ（四宮豪）
- フランシス - パム・グリア（藤本喜久子）
- ウィルマ・Q・ガメルガー - リタ・ウィルソン（斎藤恵理）
- エド・マツタニ教授 - ジョージ・タケイ（たかお鷹）
- ジャック・ストラング - ロブ・リグル（飯島肇）
- スティーヴ・ディビアシ - ラミ・マレック（粟野志門）
- デイヴ・マック - マルコム・バレット（英語版）（杉村憲司）
- ナタリー・カリメリス - グレイス・ガマー（大室佳奈）
- コックス - デイル・ダイ（多田野曜平）
- デイヴ・ブシク - ホームズ・オズボーン（英語版）（根本泰彦）
- ピザの配達員 - チェット・ハンクス（英語版）

## 公開
北米では当初サミット・エンターテインメントが配給する予定であったが、結局ユニバーサル・ピクチャーズが権利を得た。

### 批評家の反応
Rotten Tomatoesでは185件の評論家レビューで支持率は35%、平均値は5/10となった。

## エピソード
トム・ハンクスとジュリア・ロバーツはこの作品の共演を機に家族ぐるみの付き合いを始めたといわれる。